# Stowarzyszenie Języka Niemieckiego
Stowarzyszenie Języka Niemieckiego (niem. Verein Deutsche Sprache, VDS) – prywatne stowarzyszenie językowe, obecnie największe i najbardziej aktywne w Niemczech.

## O Stowarzyszeniu
Der Verein Deutsche Sprache został założony 14 listopada 1997 przez profesora matematyki i ekonomii Waltera Krämera, który do dziś jest jego przewodniczącym. Według informacji samego Stowarzyszenia liczy ono 36 000 członków, nie tylko w Niemczech, ale też w innych krajach na całym świecie, również w Polsce. Wspierane jest przez Radę Naukową, do której należą też językoznawcy.
Do ważnych celów Stowarzyszenia należy zwalczanie anglicyzmów w języku niemieckim. Ich używanie traktowane jest jako wyraz snobizmu, odwracania się od języka ojczystego. Znajdujemy też inne motywy: motywy językowo–strukturalne (język niemiecki staje się rzekomo mieszanką języka niemieckiego i angielskiego: Denglisch), używanie wyrazów obcych (szczególnie anglicyzmów) tworzy bariery socjalne (motywy oświeceniowe), utrudnia komunikację (motywy komunikacyjne), wpływa na sposób myślenia (motywy kognitywne), wreszcie motywy narodowe. Globalizacja – głosi VDS – prowadzi do przejmowania obcych wzorców językowych i kulturowych z USA.

## Formy aktywności
Rozwijana jest wszechstronna działalność, również w Internecie (vds-ev.de). Stowarzyszenie kieruje apele do instytucji publicznych, do partii politycznych, do mediów, nawołując do unikania zbędnych anglicyzmów, przestrzegając przed rzekomym wypieraniem języka niemieckiego przez język angielski. Przyznaje nagrody za propagowanie języka niemieckiego i coroczne negatywne wyróżnienia („Sprachpanscher des Jahres”) dla instytucji lub osobowości używających w nadmiarze zapożyczeń z języka angielskiego. Wydaje własną gazetę „Sprachnachrichten” (kwartalnik), też w wersji internetowej. Opracowuje (zniemczające) słowniki zbędnych anglicyzmów i ich rodzimych odpowiedników.
Jednocześnie przedstawiciele Stowarzyszenia nie chcą uchodzić za zagorzałych purystów i deklarują, że akceptują zapożyczenia, które ułatwiają komunikację. VDS wypowiada się również na inne tematy związane z językiem niemieckim, m.in. krytycznie w sprawie używania feminatywów (Gendersprache).

## Reakcje ze strony językoznawców
Wielu językoznawców jest krytycznie nastawionych wobec działalności Stowarzyszenia. Piętnując rzekomy zalew języka niemieckiego przez zapożyczenia z angielskiego VDS abstrahuje od kontekstu historycznego i społecznego. Brytyjska lingwistka Claudia Law uważa, że Stowarzyszenie nie wypracowało naukowych kryteriów opisu słownictwa i odwołuje się do nieaktualnego rozróżnienia na wyrazy niemieckie i obce. Pomija językowo-socjologiczne aspekty używania wyrazów obcych w języku niemieckim. Stowarzyszenie – mówi Claudia Law – jest jednostronne w swoim polowaniu na anglicyzmy i można je zaliczyć do negatywnego nurtu puryzmu językowego.